# Hlopivka, Huseatîn
Hlopivka (în ucraineană Хлопівка) este o comună în raionul Huseatîn, regiunea Ternopil, Ucraina, formată numai din satul de reședință.

## Demografie
Componența lingvistică a comunei Hlopivka
     Ucraineană (100%)
Conform recensământului din 2001, toată populația comunei Hlopivka era vorbitoare de ucraineană (100%).